# Sierra Madre Occidental
Die Sierra Madre Occidental ist ein Gebirgszug im Westen Mexikos und im äußersten Südwesten der USA.

## Geographie
Die Sierra Madre Occidental erstreckt sich über 1500 km vom Südosten Arizonas (südlich und östlich von Tucson) südöstlich bis östlich vorbei an Sonora, weiter westlich vorbei an Chihuahua, Durango, Zacatecas, Aguascalientes bis Guanajuato, wo sie sich mit der Sierra Madre Oriental und der Sierra Volcánica Transversal Zentralmexikos vereinigt.
Auch die Berge der Sierra Madre Occidental sind meist vulkanischen Ursprungs, doch ist bereits seit Jahrtausenden keine vulkanische Aktivität mehr festzustellen. Der höchste Punkt ist wahrscheinlich der Cerro Mohinora – die Höhenangaben variieren zwischen 3250 m und 3308 m; in der Umgebung gibt es mehrere Berge mit vergleichbarer Höhe, darunter auch der Cerro Gordo, der manchmal etwas höher eingeschätzt wird. Auch die Schluchten der Sierra Madre Occidental, darunter der „Kupfer-Canyon“ (Barranca del Cobre, auch als Divisadero-Canyon bekannt) gehören zu den landschaftlichen Attraktionen im Norden Mexikos.
Die Gebirgszonen sind sehr mineralreich (Gold, Silber, Quecksilber, Kupfer, Blei, Eisen etc.), doch wegen der fehlenden Infrastruktur (Elektrizität, Straßen etc.) in der nur dünn besiedelten Bergwelt sind großangelegte Abbauversuche bislang unterblieben.

## Klima
Die Tagestemperaturen schwanken oft deutlich zwischen den Höhen- und den Tallagen: Die Höhen erreichen im Sommer über 30 °C; nachts sinken sie auf 10–14 °C ab. Im Winter sinken selbst die Tagestemperaturen oft unter 0 °C; Nachtfröste sind die Regel. In den Tallagen ist das Klima manchmal tropisch warm und feucht. Niederschläge und Nebel sind nicht selten, wobei der südliche Bereich in der Regel mehr Regenfälle abbekommt als der Norden (ca. 950 mm in Batopilas zu 750 mm in Creel). Mehrere Flüsse entwässern das Gebirge, darunter der Río Yaqui, der Río Grande de Santiago und der Río Batopilas (vgl.: Liste der längsten Flüsse in Mexiko).

## Flora und Fauna
Die Bergkette ist weitgehend mit Madrean Pine-Oak Woodlands (Madrean-Kiefer-Eichen-Wälder) bestanden und für ihre große Artenvielfalt, darunter eine große Anzahl endemischer Arten, bekannt.

## Bevölkerung
Die Berge der Sierra Madre Occidental sind die Heimat mehrerer indigener Ethnien, die uto-aztekische Sprachen sprechen; bekannt sind vor allem die Tarahumara im Zentrum des Gebirgszuges und die Huicholes im südlichen Teil.

## Geschichte

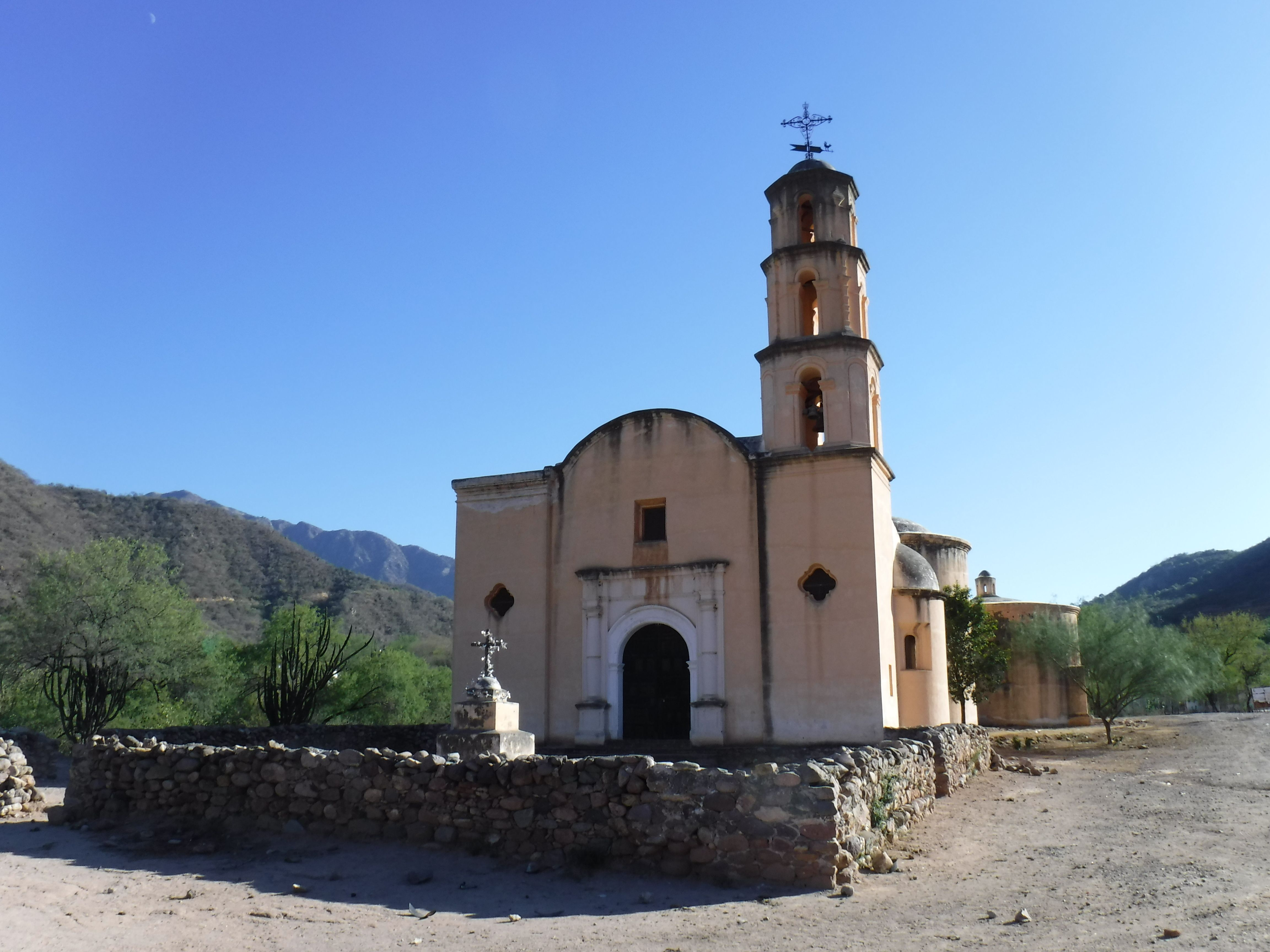
Misión del Santo Ángel Custodio bei Batopilas

Bereits im 16. Jahrhundert erkundeten die Spanier die Region, die jedoch wegen ihrer Unzugänglichkeit weitere Jahrhunderte nahezu unerforscht blieb. Im 17. Jahrhundert begannen die Franziskaner und die Jesuiten mit der äußerst schwierigen Missionierung der Indios. Zur selben Zeit begann man in kleinem Maßstab mit der Ausbeutung von Silbererzminen, doch erst im ausgehenden 19. Jahrhundert erreichte die Silberproduktion unter der Leitung des US-Amerikaners Alexander Robey Shepherd († 1902) ihren Höhepunkt. Mittlerweile haben nahezu alle größeren Minen ihren Betrieb eingestellt.

## Sehenswürdigkeiten
Die hier lebenden Indianerstämme errichteten keine Steinbauten; man lebte unter Felsvorsprüngen oder in einfachen Lehmhütten. Erst die Missionsorden der Spanier, vor allem die Jesuiten, hinterließen einige interessante Kirchen, darunter die Misión del Santo Ángel Custodio bei Batopilas. Sehenswerte Orte sind die ehemaligen Bergwerkszentren Batopilas und Álamos, die beide als Pueblos Mágicos eingestuft sind.

## Sonstiges
Der Roman Der Schatz der Sierra Madre (1927) von B. Traven spielt teilweise (Goldsuche) in den Bergen der Sierra Madre Occidental. Der gleichnamige Film von John Huston (1948) wurde in Teilen hier gedreht.